# Panton Luas (Tapak Tuan)
Panton Luas is een bestuurslaag in het regentschap Aceh Selatan van de provincie Atjeh, Indonesië. Panton Luas telt 375 inwoners (volkstelling 2010).